# Vladislavs Sorokins
Vladislavs Sorokins (Riga, 10 maggio 1997) è un calciatore lettone, difensore del Liepāja.

## Carriera

### Club
Ha giocato nella prima divisione dei campionati lettone e kazako. Inoltre, ha giocato 19 partite nelle coppe europee (15 nei turni preliminari e 4 nella fase a gironi di Conference League con il RFS Riga).

### Nazionale
Tra il 2016 ed il 2018 ha giocato 13 partite nelle qualificazioni agli Europei Under-21.
Nel 2020 ha esordito in nazionale maggiore.

## Statistiche

### Cronologia presenze e reti in nazionale
| Cronologia completa delle presenze e delle reti in nazionale ― Lettonia | Cronologia completa delle presenze e delle reti in nazionale ― Lettonia | Cronologia completa delle presenze e delle reti in nazionale ― Lettonia | Cronologia completa delle presenze e delle reti in nazionale ― Lettonia | Cronologia completa delle presenze e delle reti in nazionale ― Lettonia | Cronologia completa delle presenze e delle reti in nazionale ― Lettonia | Cronologia completa delle presenze e delle reti in nazionale ― Lettonia | Cronologia completa delle presenze e delle reti in nazionale ― Lettonia |
| Data                                                                    | Città                                                                   | In casa                                                                 | Risultato                                                               | Ospiti                                                                  | Competizione                                                            | Reti                                                                    | Note                                                                    |
| ----------------------------------------------------------------------- | ----------------------------------------------------------------------- | ----------------------------------------------------------------------- | ----------------------------------------------------------------------- | ----------------------------------------------------------------------- | ----------------------------------------------------------------------- | ----------------------------------------------------------------------- | ----------------------------------------------------------------------- |
| 11-11-2020                                                              | Serravalle                                                              | San Marino                                                              | 0 – 3                                                                   | Lettonia                                                                | Amichevole                                                              | -                                                                       |                                                                         |
| 10-6-2021                                                               | Tallinn                                                                 | Estonia                                                                 | 2 – 1                                                                   | Lettonia                                                                | Amichevole                                                              | -                                                                       | 61’                                                                     |
| 25-3-2022                                                               | Attard                                                                  | Lettonia                                                                | 1 – 1                                                                   | Kuwait                                                                  | Amichevole                                                              | -                                                                       | 46’                                                                     |
| 29-3-2022                                                               | Baku                                                                    | Azerbaigian                                                             | 0 – 1                                                                   | Lettonia                                                                | Amichevole                                                              | -                                                                       |                                                                         |
| 19-11-2022                                                              | Riga                                                                    | Lettonia                                                                | 1 – 1                                                                   | Islanda                                                                 | Amichevole                                                              | -                                                                       |                                                                         |
| 22-3-2023                                                               | Dublino                                                                 | Irlanda                                                                 | 3 – 2                                                                   | Lettonia                                                                | Amichevole                                                              | -                                                                       |                                                                         |
| 28-3-2023                                                               | Cardiff                                                                 | Galles                                                                  | 1 – 0                                                                   | Lettonia                                                                | Qual. Euro 2024                                                         | -                                                                       | 44’ 46’                                                                 |
| 8-9-2023                                                                | Fiume                                                                   | Croazia                                                                 | 5 – 0                                                                   | Lettonia                                                                | Qual. Euro 2024                                                         | -                                                                       |                                                                         |
| 12-10-2023                                                              | Riga                                                                    | Lettonia                                                                | 2 – 0                                                                   | Armenia                                                                 | Qual. Euro 2024                                                         | -                                                                       | 88’                                                                     |
| 26-3-2024                                                               | Larnaca                                                                 | Lettonia                                                                | 1 – 1                                                                   | Liechtenstein                                                           | Amichevole                                                              | -                                                                       | 46’                                                                     |
| Totale                                                                  |                                                                         | Presenze                                                                | 10                                                                      |                                                                         | Reti                                                                    | 0                                                                       |                                                                         |

## Palmarès

### Club

#### Competizioni nazionali
- Coppa di Lega lettone: 4

Skonto: 2014, 2015
RFS Riga: 2017, 2018
- Coppa di Lettonia: 2

RFS Riga: 2019, 2021
- Campionato lettone: 2

RFS Riga: 2021, 2023